# كارل كرودا
كارل كرودا (بالإستونية: Karl Kruuda)‏ مواليد 31 ديسمبر 1992، هو سائق راليات إستوني. بدأ مسيرته في سنة 2010. كان أول رالي له هو رالي الأردن 2010. شارك في بطولة العالم للراليات.

## روابط خارجية
- كارل كرودا على موقع DriverDB.com (الإنجليزية)
- كارل كرودا على موقع Rallye-info.com (الإنجليزية)
- كارل كرودا على موقع eWRC-results.com (الإنجليزية)